# صلاح الدين مزوار
صلاح الدين مزوار (مواليد 11 ديسمبر 1953) سياسي مغربي، شغل سابقًا عدة مناصب سامية، منها وزير الشؤون الخارجية والتعاون في حكومة بنكيران الثانية، ووزير الاقتصاد والمالية، ووزير الصناعة والتجارة.

## مسيرته
حاصل على دبلوم عالي من جامعة فونتينبلو بفرنسا ودبلوم الدراسات المعمقة في العلوم الاقتصادية من جامعة العلوم الاجتماعية بغرونوبل بفرنسا ودبلوم السلك العالي في التدبير من المعهد العالي للتجارة وإدارة المقاولات بالدار البيضاء. شارك صلاح الدين كلاعب دولي مع الفريق الوطني المغربي لكرة السلة.
عمل صلاح الدين مزوار في بداية الثمانينات بالقسم الإداري في وكالتي توزيع الماء والكهرباء بالرباط وطنجة، قبل أن يلتحق بمكتب استغلال الموانئ. وفي سنة 1991 التحق بمجموعة إسبانية متخصصة في صناعة النسيج وعين مديرا عاما لفرعها بمدينة سطات، ثم تولى مهمة مدير تجاري للمجموعة نفسها في المغرب وأفريقيا والشرق الأوسط. انتخب صلاح الدين مزوار -وهو عضو اللجنة المركزية للتجمع الوطني للأحرار- في يونيو 2002 رئيسًا للجمعية المغربية للصناعات النسيجية والملابس.
وانتخب رئيسا للجمعية المغربية للصناعات النسيجية والملابس، ورئيسا لفيدرالية النسيج والالبسة والمنتوجات الجلدية داخل الاتحاد العام لمقاولات المغرب. وعين في 8 يونيو 2004 وزيرا للصناعة والتجارة وتأهيل الاقتصاد. وفي 15 أكتوبر 2007 كوزيرا للاقتصاد والمالية. وفي 23 يناير 2010، انتخبه المجلس الوطني لحزب التجمع الوطني للأحرار بالإجماع رئيسا جديدا للحزب.
وشغل مزوار سابقا منصب نائب رئيس نادي الرجاء البيضاوي ومزوار متزوج وأب لطفلين.